# Whitlock Avenue
Whitlock Avenue – stacja metra nowojorskiego, na linii 6. Znajduje się w dzielnicy Bronx, w Nowym Jorku i zlokalizowana jest pomiędzy stacjami Elder Avenue i Hunts Point Avenue. Została otwarta 30 maja 1920.